# Angol nyelvű költők, írók listája
Ez a lista tartalmazza az angol nyelvű irodalmak legismertebb szerzőit betűrendes névsorban. A nevek mellett az évszám segít a tájékozódásban, és az esetlegesen megegyező nevű alkotók azonosításában.
Ha országok szerint szeretnél keresni, lásd még a következő listákat:

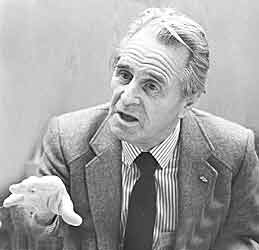
James Aldridge

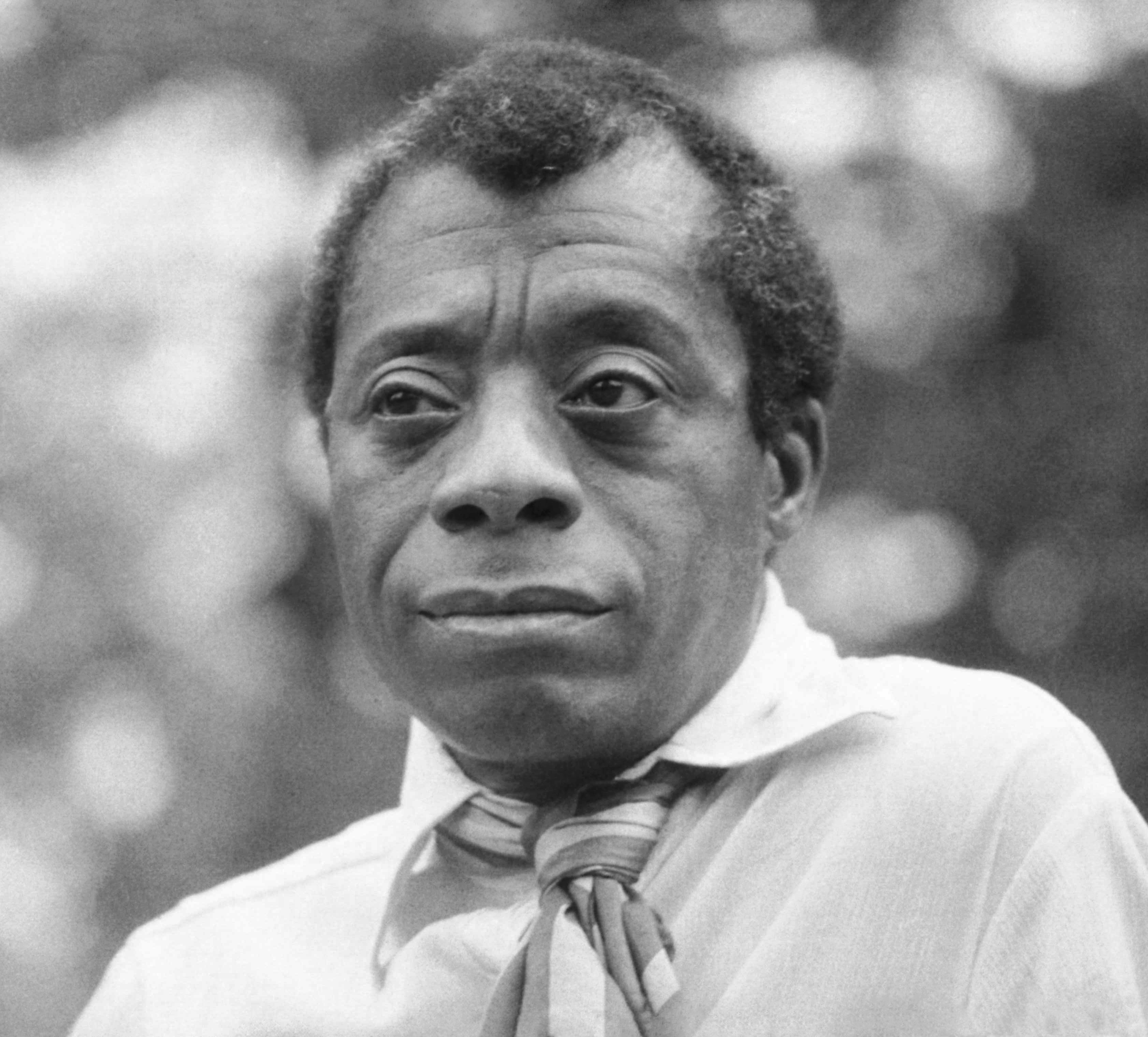
James Baldwin

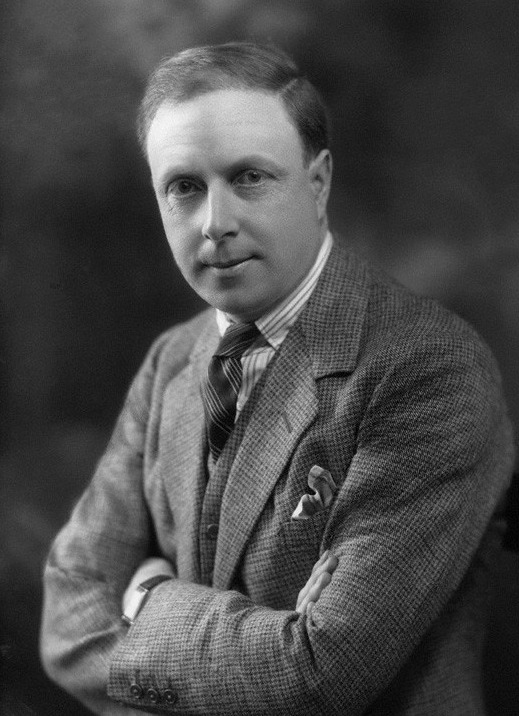
A. J. Cronin

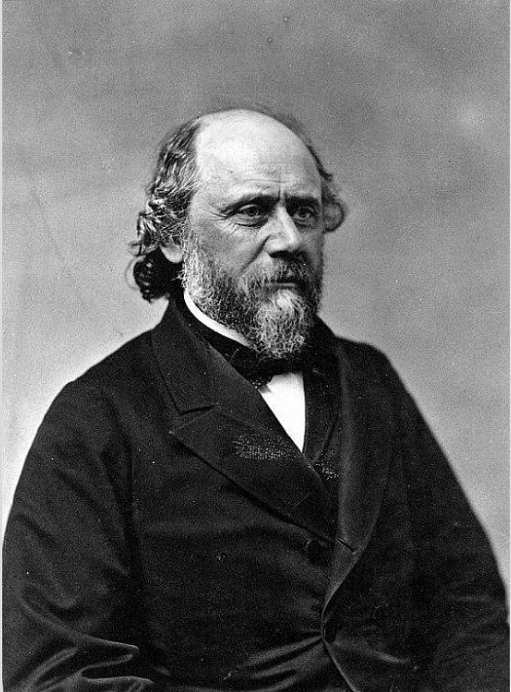
Richard Henry Dana

- Brit és ír költők, írók listája
- Amerikai költők, írók listája
- Kanadai költők, írók listája
- Ausztrál költők, írók listája

| Ábécé szerinti tartalomjegyzék                      |
| --------------------------------------------------- |
| A B C D E F G H I J K L M N O P Q R S T U V W X Y Z |

## A
- Edward Albee (1928–2016)
- Louisa May Alcott  (1832–1888)
- James Aldridge (1918–2015)
- William Herwey Allen (1889–1949)
- Kingsley Amis (1922–1995)
- Martin Amis (1949–2023)
- Donald Antrim (1958–)
- Isaac Asimov (1920–1992)
- W. H. Auden (1907–1973)
- Jane Austen (1775–1817)

## B
- Richard Bach (1936–)
- James Baldwin (1924–1987)
- John Banville (1945–)
- Donald Barthelme (1931–1989)
- Herbert Ernest Bates (1905–1974)
- Samuel (Barclay) Beckett (1906–1989), Nobel-díjas (1969)
- Harriet Beecher Stowe (1811–1896)
- Saul Bellow (1915–2005), Nobel-díjas (1976)
- Thomas Berger (1924–2014)
- Ambrose Bierce (1842–1914)
- Elizabeth Bishop (1911–1979)
- William Blake, (1757–1827)
- John Boyne (1971–)
- Ray Bradbury (1920–2012)
- Louis Bromfield (1896–1956)
- Anne Brontë (1820–1849)
- Charlotte Brontë (1816–1855)
- Emily Brontë (1818–1848)
- Rupert Chawner Brooke (1887–1915)
- Anita Brookner (1928–2016))
- Gwendolyn Elizabeth Brooks (1917–2000)
- Rhoda Broughton (1840–1920)
- Audrey Alexandra Brown (1904–1998)
- Elizabeth Barrett Browning (1806–1861)
- Robert Browning (1812–1889)
- William Cullen Bryant (1794–1878)
- Pearl Buck (1892–1973), Nobel-díjas (1938)
- Edward George Bulwer-Lytton (1803–1873)
- John Bunyan (1628–1688)
- Wilfred Burchett (1911–1983)
- Robert Burns (1759–1796)
- Edgar Rice Burroughs (1875–1950)
- Samuel Butler (1612–1680)
- Samuel Butler (1835–1902)
- George Gordon Byron vagy Lord Byron (1788–1824)

## C
- Truman Capote (1924–1984)
- Lewis Carroll (1832–1898)
- Angela Carter (1940–1992)
- Bruce Chatwin (1940–1989)
- Geoffrey Chaucer (kb.1340–1400)
- Gilbert Keith Chesterton (1874–1936)
- Agatha Christie (1890–1976)
- Winston Churchill  (1874–1965), Nobel-díjas (1953)
- John Maxwell Coetzee (1940–), Nobel-díjas (2003)
- Samuel Taylor Coleridge (1772–1834)
- Joseph Conrad (1857–1924)
- James Fenimore Cooper (1789–1851)
- Bernard Cornwell
- Stephen Crane
- Archibald Joseph Cronin (1896–1981)
- Rachel Cusk (1967–)

## D
- Roald Dahl (1916–1990)
- Richard Henry Dana (1815–1882)
- Emily M. Danforth (1980–)
- Daniel Defoe (1660–1731)
- Charles Dickens (1812–1870)
- Emily Dickinson (1830–1886)
- John Donne (1572–1631)
- John Dos Passos (1896–1970)
- Sir Arthur Conan Doyle (1859–1930)
- Hilda Doolittle (1886–1961)
- Michael Drayton
- Theodore Dreiser (1871–1945)
- Gerald Durrell (1925–1995)

## E
- T. S. Eliot (1888–1965), Nobel-díjas (1948)
- Ralph Ellison (1914–1994)
- Ralph Waldo Emerson (1803–1882)
- Nicholas Evans (1950–2022)

## F
- William Faulkner (1897–1960), Nobel-díjas (1949)
- Edna Ferber (1885–1968)
- Jasper Fforde (1961–)
- Henry Fielding (1707–1754)
- F. Scott Fitzgerald (1896–1940)
- Becca Fitzpatrick (1979–)
- Ford Madox Ford (1873–1939)
- John Ford (1586–1639)
- Richard Ford (1944–)
- John Fowles (1926–2005)
- Benjamin Franklin (1706–1790)
- Robert Frost (1874–1963)
- Anna Funder (1966–)

## G
- John Galsworthy (1867–1933), Nobel-díjas (1932)
- Allen Ginsberg (1926–1997)
- William Golding (1911–1993), Nobel-díjas (1983)
- Robert Graves (1895–1985)
- Isabelle Augusta Gregory (1852–1932)
- Julien Green (1900–1998)
- Robert Green, író (kb. 1558–1592)
- Paul Eliot Green (1894–1981)
- Graham Greene (1904–1991)
- John Gower (kb.1330–1408)

## H
- Alex Haley (1921–1992)
- Dashiell Hammett (1894–1961)
- Thomas Hardy (1840–1928)
- Nathaniel Hawthorne (1804–1864)
- Joseph Heller (1923–1999)
- Ernest Hemingway (1898–1961) amerikai, Nobel-díjas (1954)
- James Herndon (1926–1990) amerikai tanár, író
- Michael Herr (1940–2016)
- Robert Herrick
- Oliver Wendell Holmes
- Richard Hooker (1924–1997)
- Cathy Hopkins (1953–) angol írónő
- Gerard Manley Hopkins (1844–1889)
- Aldous Huxley (1894–1963)

## I
- Christopher Isherwood (1904–1986)
- Washington Irving (1783–1859)

## J
- Henry James  (1843–1916)
- James Jones (1920–1977)
- Ben Jonson (1572–1637)
- James Joyce (1882–1941)

## K
- John Keats (1795–1821)
- Thomas Keneally (1935–)
- Jack Kerouac (1922–1969)
- Daniel Keyes (1927–2014)
- Stephen King (1947–)
- Rudyard Kipling (1865–1936), Nobel-díjas (1907)
- Eric Knight (1897–1943)
- Arthur Koestler (1905–1983)

## L
- Charles Lamb (1775–1834)
- William Landay (1963–)
- Stephen Butler Leacock (1869–1944)
- Edward Lear (1812–1888)
- Ben Lerner (1979–)
- Doris Lessing (1919–2013), Nobel-díjas (2007)
- Clive Staples Lewis (1898–1963)
- Sinclair Lewis (1885–1951), Nobel-díjas (1930)
- John Lyly
- Patricia Lockwood (1982–)
- Jack London (1876–1916)
- Henry Wadsworth Longfellow (1807–1882)
- Howard Phillips Lovecraft (1890–1937)

## M
- James Macpherson (1736–1796)
- Norman Mailer (1923–2007)
- Rebecca Makkai (1978–)
- Bernard Malamud (1914–1986)
- Katherine Mansfield (1888–1923)
- Karl Marlantes (1944–)
- Christopher Marlowe (1564–1593)
- Edgar Lee Masters (1869–1950)
- Carson McCullers (1917–1967)
- Ian McEwan (1948–)
- Herman Melville (1819–1891)
- Arthur Miller (1915–2005)
- Henry Miller (1891–1980)
- Alan Alexander Milne (1882–1956)
- John Milton (1608–1674)
- Margaret Mitchell (1900–1949)
- Lucy Maud Montgomery (1874–1942)
- Thomas Moore (1779–1852)
- Toni Morrison (1931–2019), Nobel-díjas (1993)
- Iris Murdoch (1919–1999)

## N
- Robert Nye (1939–2016)

## O
- Joyce Carol Oates (1938–)
- Tim O’Brien (1946–)
- Seán O’Casey (1884–1964)
- Flannery O’Connor (1925–1964)
- Eugene O’Neill (1888–1953), Nobel-díjas (1936)
- George Orwell (1903–1950)
- John Osborne (1929–1994)
- Richard Osman (1970–)
- Delia Owens (1949–)

## P
- Harold Pinter  (1930–2008), Nobel-díjas (2005)
- Sylvia Plath (1932–1963)
- Edgar Allan Poe (1809–1849)
- Alexander Pope (1688–1744)
- Katherine Anne Porter (1890–1980)
- Max Porter (1981–)
- Ezra Pound (1885–1972)

## Q
- Thomas De Quincey (1785–1859)

## R
- Walter Raleigh (1552–1618)
- Arthur Ransome (1884 – 1967)
- Jean Rhys (1890 – 1979)
- Marilynne Robinson (1943–)
- Mazo de la Roche (1885–1961)
- Sally Rooney (1991–)
- Christina Georgina Rossetti (1828–1882)
- Dante Gabriel Rossetti (1830–1894)
- Salman Rushdie (1947–)
- Bertrand Russell (1872–1970), Nobel-díjas (1950)

## S
- Jerome David Salinger (1919–2010) amerikai író
- Sir Walter Scott (1771–1832)
- Mary Shelley (1797–1851)
- Percy Bysshe Shelley (1792–1822)
- Ruta Sepetys (1967–)
- William Shakespeare (1564–1616)
- Tom Sharpe (1928–2013)
- George Bernard Shaw (1856–1950), Nobel-díjas (1925)
- Irwin Shaw (1914–1984)
- Philip Sidney (1554–1586)
- Upton Sinclair (1878–1968)
- Isaac Bashevis Singer (1902–1991), Nobel-díjas (1978)
- Zadie Smith (1975–)
- Edmund Spenser (1552–1599)
- John Steinbeck (1902–1968), Nobel-díjas (1962)
- Laurence Sterne (1713–1768)
- Robert Louis Stevenson (1850–1894)
- Kathryn Stockett (1969–)
- William Styron (1925–2006)
- Jonathan Swift (1667–1745)
- Algernon Charles Swinburne (1837–1909)

## T
- Donna Tartt (1963–)
- Kathrine Taylor (1903–1996)
- Lord Alfred Tennyson (1809–1892)
- William Makepeace Thackeray (1811–1863)
- Henry David Thoreau (1817–1862)
- J. R. R. Tolkien (1892–1963)
- John Kennedy Toole (1937–1969)
- Amor Towles (1964–)
- Honor Tracy (1913–1989)
- Mark Twain (1835–1910)

## U
- Leon Uris (1924–2003)

## V
- Henry Vaughan
- Kurt Vonnegut (1922–2007)

## W
- Alice Walker (1944–)
- Robert Penn Warren (1905–1989)
- Sarah Waters (1966–)
- H. G. Wells (1866–1946)
- Nathanael West (1903–1940)
- Edith Wharton (1867–1933)
- E. B. White (1899–1985)
- Colson Whitehead (1969–)
- Walt Whitman (1862–1937)
- Oscar Wilde (1854–1900)
- Thornton Wilder (1897–1975)
- John Edward Williams (1922–1994)
- Tennessee Williams (1911–1983)
- Sir Pelham Grenville Wodehouse (1881. október 15. – 1975. február 14.)
- Thomas Wolfe  (1900–1938)
- Charlotte Wood (1965–)

## Y
- William Butler Yeats (1865–1939), Nobel-díjas (1923)

## Z
- Markus Zusak (1975–)